# Viola annamensis
Viola annamensis är en violväxtart som beskrevs av E. G. Baker. Viola annamensis ingår i släktet violer, och familjen violväxter. Inga underarter finns listade i Catalogue of Life.